# عملية الصلصة
عملية الصلصة أو عملية النيص أو عملية الشيهم كانت سلسلة طلعات جوية قامت بها طائرات سلاح الجو الإسرائيلي إلى اليمن بين عامي 1964-1966 لإلقاء الأسلحة والذخائر والمعدات الأخرى على المتمردين الملكيين الذين قاتلوا القوات الجمهورية والجيش المصري خلال ثورة 26 سبتمبر اليمنية. انطلقت الطائرات من إسرائيل إلى اليمن ليلاً على طول شواطئ المملكة العربية السعودية، وبعد إنزال المعدات، واصلت طريقها إلى جيبوتي التي كانت آنذاك تحت الحكم الفرنسي، للتزود بالوقود ومن ثم العودة إلى إسرائيل. وشارك السرب 120 في الطلعات، حيث سيّر 14 رحلة جوية من قاعدة تل نوف إلى اليمن. انطلقت الرحلة الأولى في 31 مارس 1964 تحت قيادة قائد السرب آرييه عوز.
كانت هذه العمليات، التي أجريت بالتنسيق مع المخابرات البريطانية، تهدف إلى افشال الثورة في شمال اليمن والمساعدة في اشغال القوات العسكرية المصرية في اليمن لإبقائها بعيدة عن خط المواجهة مع إسرائيل. وخلال العمليات، اقترح المنسق البريطاني توني بويل أن تقوم طائرات سلاح الجو الإسرائيلي بقصف مطار صنعاء. وافق قائد القوات الجوية الإسرائيلية عيزر فايتسمان على ذلك، ولكن قائد الأركان إسحق رابين ورئيس الحكومة ليفي إشكول منعا ذلك.
ظل الغموض والسرية يكتنفان تفاصيل العملية، بسبب حساسية الموضوع. فباستثناء حفنة أشخاص في قمة القيادة الملكية البريطانية، لم يعرف أحد هويّة الدولة التي تمدّ الملكيين بالدعم، ولم تُعلن حتى للسعوديين هوية حلفائهم بسبب الخوف من سحب أيديهم من دعم الإمام. ولم يتم الكشف رسمياً عن العملية في إسرائيل إلا بعد سنوات عديدة.